# 捷尔任斯科耶区
56°49′51″N 95°13′22″E / 56.83083°N 95.22278°E
捷爾任斯科耶區（俄语：Дзержинский район），是俄羅斯的一個區，位於該國中部，由克拉斯諾亞爾斯克邊疆區負責管轄，始建於1934年12月7日，面積3,569平方公里，2010年人口14,552，人口密度每平方公里4.08人。